# Liste der Bodendenkmäler in Berching
Auf dieser Seite sind die Bodendenkmäler in der Oberpfälzer Stadt Berching zusammengestellt. Diese Tabelle ist eine Teilliste der Liste der Bodendenkmäler in Bayern. Grundlage ist die Bayerische Denkmalliste, die auf Basis des Bayerischen Denkmalschutzgesetzes vom 1. Oktober 1973 erstmals erstellt wurde und seither durch das Bayerische Landesamt für Denkmalpflege geführt wird. Die folgenden Angaben ersetzen nicht die rechtsverbindliche Auskunft der Denkmalschutzbehörde.

## Bodendenkmäler der Gemeinde Berching

### Gemarkung Altmannsberg
| Lage                    | Objekt | Akten-Nr.     | Bild |
| ----------------------- | --- | ------------- | ---- |
| Altmannsberg (Standort) | Vorgeschichtlicher Bestattungsplatz mit verebneten Grabhügeln. | D-3-6834-0006 |      |
| Altmannsberg (Standort) | Mittelalterlicher Erdstall. | D-3-6835-0028 |      |
| Altmannsberg (Standort) | Archäologische Befunde des Mittelalters und der frühen Neuzeit im Bereich der Katholischen Kirche St. Johannes und Paulus in Altmannsberg, darunter die Spuren von Vorgängerbauten bzw. älterer Bauphasen. | D-3-6835-0101 |      |
| Altmannsberg (Standort) | Archäologische Befunde der frühen Neuzeit im Bereich der Katholischen Filialkirche St. Maria in Simbach, darunter die Spuren von Vorgängerbauten bzw. älteren Bauphasen.                                   | D-3-6835-0103 |      |

### Gemarkung Berching
| Lage                | Objekt | Akten-Nr.     | Bild           |
| ------------------- | --- | ------------- | -------------- |
| Berching (Standort) | Frühmittelalterlicher Bestattungsplatz. | D-3-6834-0039 |                |
| Berching (Standort) | Siedlung vor- und frühgeschichtlicher Zeitstellung. | D-3-6834-0040 |                |
| Berching (Standort) | Siedlung vor- und frühgeschichtlicher Zeitstellung. | D-3-6834-0042 |                |
| Berching (Standort) | Siedlung vor- und frühgeschichtlicher Zeitstellung. | D-3-6834-0043 |                |
| Berching (Standort) | Archäologische Befunde des Mittelalters und der frühen Neuzeit im historischen Stadtkern von Berching. | D-3-6834-0137 |                |
| Berching (Standort) | Archäologische Befunde des Mittelalters und der frühen Neuzeit im Bereich der Katholischen Kirche St. Lorenz und der Katholischen Friedhofskapelle St. Michael in Berching, darunter die Spuren von Vorgängerbauten bzw. älteren Bauphasen sowie der aufgelassene historische Friedhof. | D-3-6834-0162 |                |
| Berching (Standort) | Archäologische Befunde des Mittelalters und der frühen Neuzeit im Bereich der Stadtbefestigung von Berching. | D-3-6834-0163 |                |
| Berching (Standort) | Archäologische Befunde des Mittelalters und der frühen Neuzeit im Bereich der Katholischen Pfarrkirche Maria Himmelfahrt in Berching, darunter die Spuren von Vorgängerbauten bzw. älteren Bauphasen.                                                                                   | D-3-6834-0164 |                |
| Berching (Standort) | Ludwig-Donau-Main-Kanal Erdbauten des Ludwig-Donau-Main-Kanals (1836–45). | D-3-6834-0241 | weitere Bilder |
| Berching (Standort) | Siedlungen der Jungsteinzeit und der Spätlatènezeit. | D-3-6934-0013 |                |
| Berching (Standort) | Siedlungen der Urnenfelderzeit, der Spätlatènezeit und der späten römischen Kaiserzeit bzw. Völkerwanderungszeit. | D-3-6934-0015 |                |
| Berching (Standort) | Siedlung vor- und frühgeschichtlicher Zeitstellung. | D-3-6934-0017 |                |
| Berching (Standort) | Siedlung vor- und frühgeschichtlicher Zeitstellung. | D-3-6934-0018 |                |
| Berching (Standort) | Archäologische Befunde des Mittelalters und der frühen Neuzeit im Bereich des ehemaligen Siechenhauses und der Katholischen Kapelle St. Cäcilia und Ottilia in Berching, darunter die Spuren von Vorgängerbauten bzw. älteren Bauphasen und des aufgelassenen historischen Friedhofs.   | D-3-6934-0028 |                |

### Gemarkung Biberbach
| Lage                 | Objekt                      | Akten-Nr.     | Bild |
| -------------------- | --------------------------- | ------------- | ---- |
| Biberbach (Standort) | Siedlung der Hallstattzeit. | D-1-6934-0071 |      |

### Gemarkung Buch
| Lage            | Objekt                                              | Akten-Nr.     | Bild |
| --------------- | --------------------------------------------------- | ------------- | ---- |
| Buch (Standort) | Vorgeschichtlicher Bestattungsplatz mit Grabhügeln. | D-3-6934-0001 |      |

### Gemarkung Burggriesbach
| Lage                     | Objekt                                           | Akten-Nr.     | Bild |
| ------------------------ | ------------------------------------------------ | ------------- | ---- |
| Burggriesbach (Standort) | Burgstall Häferloch Mittelalterlicher Burgstall. | D-3-6834-0083 |      |

### Gemarkung Erasbach
| Lage                | Objekt | Akten-Nr.     | Bild |
| ------------------- | --- | ------------- | ---- |
| Erasbach (Standort) | Siedlung der Späthallstatt-/Frühlatènezeit. | D-3-6834-0032 |      |
| Erasbach (Standort) | Archäologische Befunde des Mittelalters und der frühen Neuzeit im Bereich der Katholischen Filialkirche Mariä Heimsuchung in Erasbach, darunter die Spuren von Vorgängerbauten bzw. älterer Bauphasen. | D-3-6834-0152 |      |
| Erasbach (Standort) | Archäologische Befunde im Bereich des ehemaligen Landsassengutes und mittelalterlichen Adelssitzes von Erasbach.                                                                                       | D-3-6834-0153 |      |

### Gemarkung Ernersdorf
| Lage                  | Objekt | Akten-Nr.     | Bild |
| --------------------- | --- | ------------- | ---- |
| Ernersdorf (Standort) | Siedlung mit Grabenwerk vor- und frühgeschichtlicher Zeitstellung. | D-3-6834-0009 |      |
| Ernersdorf (Standort) | Siedlung vor- und frühgeschichtlicher Zeitstellung. | D-3-6834-0010 |      |
| Ernersdorf (Standort) | Verebnete vorgeschichtliche Grabhügel. | D-3-6834-0011 |      |
| Ernersdorf (Standort) | Archäologische Befunde des Mittelalters und der frühen Neuzeit im Bereich der Katholischen Filialkirche St. Aegidius in Ernersdorf, darunter die Spuren von Vorgängerbauten bzw. älterer Bauphasen. | D-3-6834-0176 |      |
| Ernersdorf (Standort) | Siedlung der Stichbandkeramik/Gruppe Oberlauterbach. | D-3-6834-0187 |      |
| Ernersdorf (Standort) | Siedlung der Spätlatènezeit. | D-3-6834-0188 |      |
| Ernersdorf (Standort) | Verebnete vorgeschichtliche Grabhügel. | D-3-6834-0190 |      |
| Ernersdorf (Standort) | Abschnittsbefestigung vor- und frühgeschichtlicher Zeitstellung. | D-3-6834-0239 |      |

### Gemarkung Fribertshofen
| Lage                     | Objekt | Akten-Nr.     | Bild |
| ------------------------ | --- | ------------- | ---- |
| Fribertshofen (Standort) | Abschnittsbefestigung vor- und frühgeschichtlicher Zeitstellung. | D-3-6934-0002 |      |
| Fribertshofen (Standort) | Vorgeschichtlicher Bestattungsplatz mit verebneten Grabhügeln. | D-3-6934-0003 |      |
| Fribertshofen (Standort) | Archäologische Befunde des Mittelalters und der frühen Neuzeit im Bereich der Katholischen Kirche St. Anna in Fribertshofen, darunter die Spuren von Vorgängerbauten bzw. älteren Bauphasen. | D-3-6934-0030 |      |

### Gemarkung Haar
| Lage            | Objekt                                                | Akten-Nr.     | Bild |
| --------------- | ----------------------------------------------------- | ------------- | ---- |
| Haar (Standort) | Wallanlage vor- und frühgeschichtlicher Zeitstellung. | D-3-6934-0005 |      |

### Gemarkung Holnstein
| Lage                 | Objekt | Akten-Nr.     | Bild |
| -------------------- | --- | ------------- | ---- |
| Holnstein (Standort) | Schanze der Kurbayerischen Landesdefensionslinien (1702/1703). | D-3-6834-0007 |      |
| Holnstein (Standort) | Vorgeschichtliche Siedlung. | D-3-6834-0008 |      |
| Holnstein (Standort) | Abschnittsbefestigung vor- und frühgeschichtlicher Zeitstellung, vorgeschichtlicher Bestattungsplatz mit mindestens neun Grabhügeln, mesolithische Freilandstation, Siedlungen der Bronzezeit, der Urnenfelderzeit und der Latènezeit. | D-3-6835-0010 |      |
| Holnstein (Standort) | Mittelalterlicher Burgstall. | D-3-6835-0011 |      |
| Holnstein (Standort) | Höhle (H 4) mit vorgeschichtlichen Funden. | D-3-6835-0012 |      |
| Holnstein (Standort) | Vorgeschichtlicher Bestattungsplatz mit Grabhügeln. | D-3-6835-0013 |      |
| Holnstein (Standort) | Vorgeschichtlicher Bestattungsplatz mit Grabhügeln. | D-3-6835-0014 |      |
| Holnstein (Standort) | Vorgeschichtlicher Bestattungsplatz mit Grabhügeln. | D-3-6835-0015 |      |
| Holnstein (Standort) | Siedlung vor- und frühgeschichtlicher Zeitstellung. | D-3-6835-0027 |      |
| Holnstein (Standort) | Archäologische Befunde des Mittelalters und der frühen Neuzeit im Bereich der Katholischen Pfarrkirche St. Georg in Holnstein, darunter die Spuren von Vorgängerbauten bzw. älterer Bauphasen.                                         | D-3-6835-0140 |      |
| Holnstein (Standort) | Archäologische Befunde im Bereich des ehemaligen Schlosses von Holnstein, zuvor mittelalterliche Burg. | D-3-6835-0150 |      |

### Gemarkung Oening
| Lage              | Objekt | Akten-Nr.     | Bild |
| ----------------- | --- | ------------- | ---- |
| Oening (Standort) | Mittelalterlicher Burgstall Quakhaus. | D-3-6935-0085 |      |
| Oening (Standort) | Archäologische Befunde des Mittelalters und der frühen Neuzeit im Bereich der Katholischen Filialkirche St. Nikolaus in Oening, darunter die Spuren von Vorgängerbauten bzw. älterer Bauphasen. | D-3-6935-0207 |      |

### Gemarkung Plankstetten
| Lage                    | Objekt | Akten-Nr.     | Bild |
| ----------------------- | --- | ------------- | ---- |
| Plankstetten (Standort) | Höhle Kruzerloch mit vorgeschichtlichen Funden. | D-3-6934-0006 |      |
| Plankstetten (Standort) | Siedlungen der Jungsteinzeit (Linearbandkeramik, Schnurkeramik), der Urnenfelderzeit und der späten römischen Kaiserzeit bzw. Völkerwanderungszeit.                                                                                      | D-3-6934-0007 |      |
| Plankstetten (Standort) | Siedlung vor- und frühgeschichtlicher Zeitstellung. | D-3-6934-0008 |      |
| Plankstetten (Standort) | Siedlung der Urnenfelderzeit. | D-3-6934-0009 |      |
| Plankstetten (Standort) | Neolithische Siedlung. | D-3-6934-0010 |      |
| Plankstetten (Standort) | Archäologische Befunde des Mittelalters und der frühen Neuzeit im Bereich der Katholischen Pfarr- und Abteikirche Mariä Himmelfahrt und des Benediktinerklosters Plankstetten.                                                           | D-3-6934-0027 |      |
| Plankstetten (Standort) | Archäologische Befunde des Mittelalters und der frühen Neuzeit im Bereich der teilweise abgebrochenen Kirche St. Johannes Baptist in Plankstetten, darunter die Spuren von Vorgängerbauten, älterer Bauphasen und abgegangener Bauteile. | D-3-6934-0032 |      |
| Plankstetten (Standort) | Vorgeschichtliche Siedlung. | D-3-6934-0033 |      |
| Plankstetten (Standort) | Siedlung vor- und frühgeschichtlicher Zeitstellung. | D-3-6934-0035 |      |
| Plankstetten (Standort) | Hallstattzeitliche Siedlung. | D-3-6934-0039 |      |

### Gemarkung Pollanten
| Lage                 | Objekt | Akten-Nr.     | Bild |
| -------------------- | --- | ------------- | ---- |
| Pollanten (Standort) | Vorgeschichtlicher Bestattungsplatz mit Grabhügeln. | D-3-6834-0001 |      |
| Pollanten (Standort) | Siedlungen der Jungsteinzeit, der Urnenfelderzeit und der Hallstattzeit. | D-3-6834-0002 |      |
| Pollanten (Standort) | Schürfgrubenfeld vor- und frühgeschichtlicher Zeitstellung. | D-3-6834-0003 |      |
| Pollanten (Standort) | Mittelalterlicher Turmhügel, Schürfgrubenfeld vor- und frühgeschichtlicher Zeitstellung. | D-3-6834-0004 |      |
| Pollanten (Standort) | Siedlung vor- und frühgeschichtlicher Zeitstellung. | D-3-6834-0024 |      |
| Pollanten (Standort) | Siedlung der Spätlatènezeit. | D-3-6834-0025 |      |
| Pollanten (Standort) | Siedlung der Spätlatènezeit, Gräberfeld der Völkerwanderungszeit. | D-3-6834-0026 |      |
| Pollanten (Standort) | Siedlung der Spätlatènezeit. | D-3-6834-0031 |      |
| Pollanten (Standort) | Abschnitt der Kurbayerischen Landesdefensionslinien (1702/1703) mit einer Redoute. | D-3-6834-0122 |      |
| Pollanten (Standort) | Siedlung des Spätlatènezeit. | D-3-6834-0138 |      |
| Pollanten (Standort) | Archäologische Befunde des Mittelalters und der frühen Neuzeit im Bereich der Katholischen Pfarrkirche St. Georg in Pollanten, darunter die Spuren von Vorgängerbauten bzw. älterer Bauphasen. | D-3-6834-0140 |      |
| Pollanten (Standort) | Archäologische Befunde des Mittelalters und der frühen Neuzeit im Bereich des ehemaligen Schlosses von Pollanten, zuvor mittelalterlicher Adelssitz.                                           | D-3-6834-0141 |      |
| Pollanten (Standort) | Mittelalterliche und frühneuzeitliche Wüstung Wiesenhaid. | D-3-6834-0171 |      |
| Pollanten (Standort) | Siedlung der Urnenfelderzeit. | D-3-6834-0184 |      |
| Pollanten (Standort) | Verebnete vorgeschichtliche Grabhügel. | D-3-6834-0213 |      |
| Pollanten (Standort) | Vorgeschichtlicher Bestattungsplatz mit Grabhügeln. | D-3-6835-0023 |      |

### Gemarkung Raitenbuch
| Lage                  | Objekt | Akten-Nr.     | Bild |
| --------------------- | --- | ------------- | ---- |
| Raitenbuch (Standort) | Archäologische Befunde des Mittelalters und der frühen Neuzeit im Bereich der Katholischen Kirche St. Nikolaus in Raitenbuch, darunter die Spuren von Vorgängerbauten bzw. älterer Bauphasen. | D-3-6935-0205 |      |

### Gemarkung Rudertshofen
| Lage                    | Objekt | Akten-Nr.     | Bild |
| ----------------------- | --- | ------------- | ---- |
| Rudertshofen (Standort) | Wallanlage vor- und frühgeschichtlicher Zeitstellung. | D-3-6834-0019 |      |
| Rudertshofen (Standort) | Archäologische Befunde des Mittelalters und der frühen Neuzeit im Bereich der Katholischen Kirche St. Wunibald in Rudertshofen, darunter die Spuren von Vorgängerbauten bzw. älteren Bauphasen. | D-3-6834-0149 |      |

### Gemarkung Sollngriesbach
| Lage                      | Objekt | Akten-Nr.     | Bild |
| ------------------------- | --- | ------------- | ---- |
| Sollngriesbach (Standort) | Siedlungen der Urnenfelderzeit, der Spätlatènezeit und der späten römischen Kaiserzeit bzw. Völkerwanderungszeit.                                                                                       | D-3-6834-0012 |      |
| Sollngriesbach (Standort) | Ein verebneter vorgeschichtlicher Grabhügel. | D-3-6834-0015 |      |
| Sollngriesbach (Standort) | Mittelalterlicher Burgstall Hohenbrunnen. | D-3-6834-0016 |      |
| Sollngriesbach (Standort) | Vorgeschichtlicher Bestattungsplatz mit Grabhügeln. | D-3-6834-0017 |      |
| Sollngriesbach (Standort) | Archäologische Befunde des Mittelalters und der frühen Neuzeit im Bereich der Katholischen Filialkirche St. Nikolaus in Sollngriesbach, darunter die Spuren von Vorgängerbauten bzw. älterer Bauphasen. | D-3-6834-0181 |      |
| Sollngriesbach (Standort) | Mesolithische Freilandstation, Siedlung der Latènezeit. | D-3-6834-0183 |      |
| Sollngriesbach (Standort) | Abschnitt der Kurbayerischen Landesdefensionslinien (1702/1703). | D-3-6834-0238 |      |

### Gemarkung Staufersbuch
| Lage                    | Objekt | Akten-Nr.     | Bild |
| ----------------------- | --- | ------------- | ---- |
| Staufersbuch (Standort) | Vorgeschichtliches Grabhügelfeld mit mindestens 43 Hügeln, daraus Grabfunde der Bronzezeit, der Hallstattzeit und der frühen Latènezeit.                                                           | D-3-6835-0009 |      |
| Staufersbuch (Standort) | Archäologische Befunde des Mittelalters und der frühen Neuzeit im Bereich der Katholischen Pfarrkirche St. Martin in Staufersbuch, darunter die Spuren von Vorgängerbauten bzw. älterer Bauphasen. | D-3-6835-0146 |      |
| Staufersbuch (Standort) | Untertägige Befunde des abgegangenen frühneuzeitlichen Hofmarkschlosses in Staufersbuch, zuvor mittelalterliche Burg.                                                                              | D-3-6835-0147 |      |

### Gemarkung Thann
| Lage             | Objekt | Akten-Nr.     | Bild |
| ---------------- | --- | ------------- | ---- |
| Thann (Standort) | Bestattungsplatz der Bronzezeit und der Hallstattzeit mit verebneten Grabhügeln. | D-3-6835-0017 |      |
| Thann (Standort) | Ein vorgeschichtlicher Grabhügel. | D-3-6835-0018 |      |
| Thann (Standort) | Vorgeschichtlicher Bestattungsplatz mit Grabhügel. | D-3-6835-0019 |      |
| Thann (Standort) | Bestattungsplatz der Hallstatt- und Frühlatènezeit mit Grabhügeln. | D-3-6835-0021 |      |
| Thann (Standort) | Vorgeschichtliche Grabhügel. | D-3-6835-0022 |      |
| Thann (Standort) | Archäologische Befunde des Mittelalters und der frühen Neuzeit im Bereich des ehemaligen Schlosses Thannbrunn, darunter die Spuren einer mittelalterlichen Burg, einer klösterlichen Propstei sowie der abgegangenen Kapelle St. Martin. | D-3-6835-0117 |      |
| Thann (Standort) | Archäologische Befunde des Mittelalters und der frühen Neuzeit im Bereich der Katholischen Kirche St. Michael in Thann, darunter die Spuren von Vorgängerbauten bzw. älteren Bauphasen.                                                  | D-3-6835-0120 |      |

### Gemarkung Wallnsdorf
| Lage                  | Objekt | Akten-Nr.     | Bild |
| --------------------- | --- | ------------- | ---- |
| Wallnsdorf (Standort) | Neolithische Siedlung. | D-3-6934-0012 |      |
| Wallnsdorf (Standort) | Siedlung der Stichbandkeramik/Gruppe Oberlauterbach. | D-3-6934-0023 |      |
| Wallnsdorf (Standort) | Siedlung der Stichbandkeramik/Gruppe Oberlauterbach. | D-3-6934-0024 |      |
| Wallnsdorf (Standort) | Vorgeschichtliche Siedlung. | D-3-6934-0025 |      |
| Wallnsdorf (Standort) | Neolithische Siedlung. | D-3-6934-0026 |      |
| Wallnsdorf (Standort) | Archäologische Befunde des Mittelalters und der frühen Neuzeit im Bereich der Katholischen Kirche St. Martin in Wallnsdorf, darunter die Spuren von Vorgängerbauten bzw. älteren Bauphasen. | D-3-6934-0037 |      |

### Gemarkung Waltersberg
| Lage                   | Objekt                                              | Akten-Nr.     | Bild |
| ---------------------- | --------------------------------------------------- | ------------- | ---- |
| Waltersberg (Standort) | Vorgeschichtlicher Bestattungsplatz mit Grabhügeln. | D-3-6835-0020 |      |

### Gemarkung Wattenberg
| Lage                  | Objekt | Akten-Nr.     | Bild |
| --------------------- | --- | ------------- | ---- |
| Wattenberg (Standort) | Archäologische Befunde des Mittelalters und der frühen Neuzeit im Bereich der Katholischen Filialkirche St. Hippolytus in Hennenberg, darunter die Spuren von Vorgängerbauten bzw. älterer Bauphasen. | D-3-6835-0137 |      |
| Wattenberg (Standort) | Archäologische Befunde des Mittelalters und der frühen Neuzeit im Bereich der Katholischen Filialkirche St. Nikolaus in Roßthal, darunter die Spuren von Vorgängerbauten bzw. älterer Bauphasen.      | D-3-6835-0143 |      |
| Wattenberg (Standort) | Archäologische Befunde des Mittelalters und der frühen Neuzeit im Bereich der Katholischen Filialkirche St. Margaretha in Wattenberg, darunter die Spuren von Vorgängerbauten bzw. älterer Bauphasen. | D-3-6835-0145 |      |

### Gemarkung Weidenwang
| Lage                  | Objekt | Akten-Nr.     | Bild |
| --------------------- | --- | ------------- | ---- |
| Weidenwang (Standort) | Vorgeschichtliche Siedlung. | D-3-6834-0034 |      |
| Weidenwang (Standort) | Vorgeschichtliche Siedlung. | D-3-6834-0035 |      |
| Weidenwang (Standort) | Archäologische Befunde des Mittelalters und der frühen Neuzeit im Bereich der Katholischen Pfarrkirche St. Willibald, darunter die Spuren von Vorgängerbauten bzw. älteren Bauphasen. | D-3-6834-0145 |      |

### Gemarkung Winterzhofen
| Lage                    | Objekt | Akten-Nr.     | Bild |
| ----------------------- | --- | ------------- | ---- |
| Winterzhofen (Standort) | Siedlungen der Jungsteinzeit, der Urnenfelderzeit und der Hallstattzeit. | D-3-6834-0045 |      |
| Winterzhofen (Standort) | Siedlungen der Linearbandkeramik. der Stichbandkeramik/Gruppe Oberlauterbach, der Münchshöfener Kultur, der Bronzezeit, der Urnenfelderzeit und der Späthallstatt-/Frühlatènezeit. | D-3-6834-0078 |      |